# Buslijn 21 (Haaglanden)
Buslijn 21 van HTM is een buslijn in de regio Haaglanden, in de Nederlandse provincie Zuid-Holland. Het is de derde HTM-buslijn met dit nummer. En is ook een stadslijn in Zoetermeer geweest.

## Route en dienstregeling
De lijn verbindt Vrederust via de wijken Bouwlust en Morgenstond, langs het OV-knooppunt Leyenburg, door de buurt Houtwijk, de wijken Vruchtenbuurt, Valkenboskwartier, door het Statenkwartier en het Kurhaus met Scheveningen Noord (Zwarte Pad).
Buslijn 21 rijdt overdag iedere 15 minuten en 's avonds na 20.00 uur en in de vroege ochtend van het weekend iedere 30 minuten. Op werkdagen tijdens de ochtendspits rijdt buslijn 21 richting Scheveningen iedere 10 minuten en ook tijdens een deel van de middag in beide richtingen.

## Geschiedenis

### 1955-1966

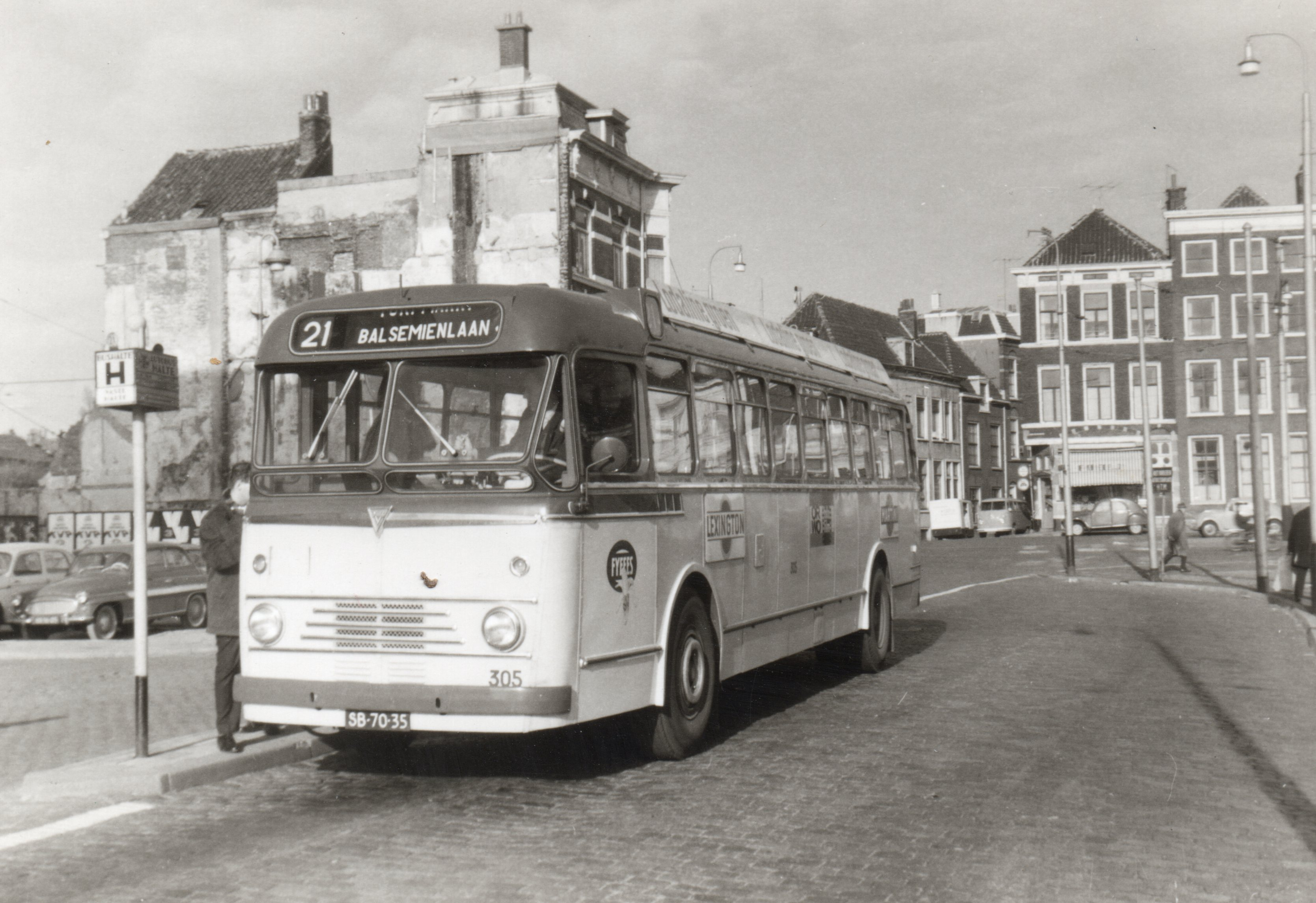
Kromhoutbus 305 op lijn 21 in 1965

- 1 november 1955: De eerste instelling van lijn 21 vond plaats op het traject Spui/Turfmarkt - Dotterbloemlaan. In het kader van de wijziging van alle Haagse buslijnaanduidingen van letters in cijfers werd dit het nieuwe lijnnummer van lijn G, die vanaf 1952 een busdienst had onderhouden op dit traject.
- 8 april 1957: Het eindpunt Dotterbloemlaan werd verlegd naar de Balsemienlaan.
- 21 mei 1966: Lijn 21 werd opgeheven. Het traject werd overgenomen door lijn 4.

### 1966-2002
- 30 oktober 1966: De tweede instelling van lijn 21 vond plaats op het traject Hollands Spoor - Vliegveld Ypenburg door vernummering van lijn 31, die vanaf 1958 dit traject had bereden. Deze lijn 21 wordt door de HTM gerekend tot de "speciale autobuslijnen". Ter compensatie van de vervallen lijn 10 door de Molenwijk reed bus 21 via Stuwstraat, Ketelstraat, Trekweg, Cromvlietkade en Geestbrugweg. In 1980 was dit voorbij en werd de gehele Rijswijkse weg en Haagweg gevolgd.[1]
- In 1973 tijd lijn 21 maandag tot en met vrijdag met een frequentie van 25 tot 60 min., en tot ca. 17:00 uur. En niet in het weekend.[2]
- 14 september 1980: Lijn 21 werd omgezet in een spitslijn.
- Vanaf zomer 1983 blijft er bijna niets meer over; één rit in de ochtendspits (07:35) naar Ypenburg en één rit in de middagspits (16:40) terug.[3]
- 5 januari 1992: Het eindpunt Hollands Spoor werd verlegd naar het Centraal Station.
- 1 september 1993: Het eindpunt Centraal Station werd weer verlegd naar het Hollands Spoor.
- 1 juli 1996: Beide eindpunten werden verlegd. Het nieuwe traject werd Centraal Station - Drievliet, waarop een 60-minutendienst werd gereden. Voor het eerst kwam er openbaar vervoer voor de "deur" van Drievliet. Tot dan toe moest men lopen vanaf tramlijn 10 of buslijn 23.
- 2 september 1996: De spitslijn Centraal Station - Ypenburg werd hersteld. Op het traject Centraal Station - Ypenburg werd in september en oktober 1996 ook in het weekeinde gereden.
- 5 juli 1997: buslijn 21 reed naar Drievliet, en buslijn 15 tot Ypenburg, maar reed nog niet de toekomstige wijk in. (Hetzelfde eindpunt als lijn 21 daar had, net voorbij de A4)[4]
- 24 augustus 1997: Lijn 21 werd opgeheven. Het traject werd overgenomen door lijn 15.
- 4 juli 1998: Lijn 21 werd hersteld op het traject Centraal Station - Drievliet. Buslijn 15 nam de route naar Ypenburg over, en ging nu wel de wijk in aanbouw in.
- 2002: Lijn 21 (2e) werd opgeheven.

### 2007-heden
- mei 2007: De derde instelling van lijn 21 vond plaats op het traject Noorderstrand - Lozerlaan door vernummering van lijn 14, die vanaf 1991 dit traject had bereden. Deze wijziging had mede te maken met het streven de nummering van bus- en tramlijnen doorzichtiger te maken: de lagere nummers werden bestemd voor de tramlijnen en de hogere voor de buslijnen.
- 9 december 2012: Lijn 21 reed met een nieuwe frequentie. Tevens werd het concessiebedrijf van HTM overgegaan naar HTMbuzz.
- 9 december 2018: De nieuwe geplande halte Frederik Hendriklaan werd voor een bepaalde tijd niet in gebruik genomen. Dit vanwege bezwaren van buurtbewoners om het plaats maken van een aantal parkeerplaatsen voor de genoemde bushalte. Naast deze halte zijn de halten Statenplein en Gemeentemuseum/Museon (richting Vrederust) gebouwd als tijdelijke halten. Op een latere moment werden de halten definitief gebouwd op de gewezen plekken en voorzien van haltemeubilair, zodat lijn 21 daar kan halteren.
- 15 december 2019: De nieuwe busconcessie "Haaglanden Stad" ging vanaf dat moment in voor de periode 2019 - 2034. Daarnaast werd het vervoersbedrijf HTMbuzz na zeven jaar weer veranderd naar HTM.

## Zoetermeer
Vanaf 1990 kreeg Zoetermeer stadslijnen, geëxploiteerd door opeenvolgende streekbusbedrijven. Buslijn 21 reed tussen 1990 en 2000 als ringlijn in één richting, rechtsom, van station Centrum-west naar Noordhove. In de andere richting deed lijn 20 dat. In 2000 werden beide opgeheven en vervangen door lijn 70.

## Trivia
Tussen 1928 en 1937 had de HTM tramlijn 21, tussen het Staatsspoor station en de Sportlaan. Via Groot Hertoginnelaan en 2e Sweelinckstraat. In 1937 vernummerd in lijn 2, in 1942 opgeheven wegens oorlogsomstandigheden. 21 was het hoogste vooroorlogse lijnnummer bij de HTM.